# Hội chứng Evans
Hội chứng Evans (tiếng Anh: Evans syndrome) là một bệnh tự miễn dịch do sự xuất hiện của tự kháng thể chống hồng cầu của chính nó, dung tích hồng cầu, hoặc tiểu cầu. Các biến cố này có thể xảy ra đồng thời hoặc một lần.
Hội chứng Evans là bệnh tan máu tự miễn kết hợp đồng thời với giảm tiểu cầu miễn dịch. Bệnh tan máu tự miễn là bệnh đời sống của hồng cầu bị rút ngắn hơn bình thường bởi sự xuất hiện của tự kháng thể chống hồng cầu. Giảm tiểu cầu miễn dịch là tình trạng tiểu cầu trong máu ngoại vi bị phá huỷ ở hệ liên võng nội mô do sự có mặt của tự kháng thể kháng tiểu cầu.
Hội chứng lần đầu tiên được mô tả vào năm 1951 bởi R. S. Evans và các đồng nghiệp.

## Dấu hiệu và triệu chứng
Hội chứng Evans đã được báo cáo khác nhau rằng giữa 10% và 23% bệnh nhân bị bệnh tan máu tự miễn, giảm tiểu cầu miễn dịch mắc hội chứng Evans. Hai bệnh này có thể xảy ra cùng nhau hoặc tuần tự.

## Nguyên nhân
Mặc dù hội chứng Evans dường như là một rối loạn điều hòa miễn dịch, nhưng sinh lý học chính xác vẫn chưa được biết rõ. Các kháng thể được nhắm mục tiêu vào các yếu tố quyết định kháng nguyên khác nhau trên các hồng cầu và tiểu cầu được cho là gây ra các giai đoạn bị cô lập của thiếu máu tán huyết và giảm tiểu cầu, tương ứng.

## Chẩn đoán
Việc chẩn đoán được thực hiện khi xét nghiệm máu để xác nhận không chỉ thiếu máu tán huyết và ban xuất huyết giảm tiểu cầu miễn dịch, mà còn là một xét nghiệm kháng nguyên trực tiếp dương tính (DAT).
Các kháng thể khác có thể xảy ra trực tiếp chống lại bạch cầu trung tính và tế bào lympho, và "immunopancytopenia" đã được đề xuất là một thuật ngữ tốt hơn cho hội chứng này.

## Điều trị
Điều trị ban đầu là với glucocorticoid corticosteroids hoặc intravenous immunoglobulin, một thủ tục cũng được sử dụng trong các trường hợp ITP. Ở trẻ em, đáp ứng tốt với một khóa học steroid là đạt được trong khoảng 80 phần trăm các trường hợp.  Mặc dù phần lớn các trường hợp ban đầu đáp ứng tốt với điều trị, tái phát không phải là hiếm và các loại thuốc ức chế miễn dịch (ví dụ như ciclosporin, mycophenolic, vincristine và danazol) sau đó được sử dụng, hoặc kết hợp các thuốc đó.
Việc sử dụng rituximab ngoài nhãn (tên hiện đại Rituxan) đã tạo ra một số kết quả tốt trong các trường hợp cấp tính và chịu lửa, mặc dù tái phát có thể xảy ra trong vòng một năm.  Thủ thuật cắt bỏ lách có hiệu quả trong một số trường hợp, nhưng việc tái phát không phải là hiếm.
Triển vọng duy nhất cho việc chữa trị vĩnh viễn là lựa chọn có nguy cơ cao của cấy ghép tế bào gốc tạo máu dị sinh (SCT).

## Tiên lượng
Hội chứng Evans rất hiếm, nghiêm trọng và tỷ lệ tử vong là 7%.
Nó đã được quan sát thấy rằng có nguy cơ phát triển các vấn đề tự miễn dịch khác và hypogammaglobulinemia, với nghiên cứu gần đây cho thấy 58% trẻ em mắc hội chứng Evans có tế bào CD4-/CD8 có nguy cơ mắc bệnh hội chứng tăng bạch cầu tự miễn dịch.

## Dịch tễ học
Được coi là một rối loạn tự miễn hiếm gặp với rất hiếm với một vài nghiên cứu được công bố, thường là nhóm thuần tập hoặc các trường hợp nhỏ.